# 서울중곡초등학교
서울중곡초등학교(서울中谷初等學校)는 대한민국 서울특별시 중랑구 면목로23길 20 (면목동)에 있는 초등학교다.

## 학교 연혁
- 1967.07.07 서울중곡초등학교 인가
- 1967.09.05 개교식 거행
- 1992.03.10 병설유치원 개원(60명)
- 2004.12.29 학교 개축공사 착공
- 2005.12.30 제1단계 신축교사 완공 이전 및 교사 1, 2동 건물 철거
- 2006.12.31 제2단계 신축교사 완공
- 2007.02.20 제3단계 신축공사 시공(지하주차장, 실내수영장, 인조잔디축구장)
- 2007.09.17 학교현대화 사업(도서관, English Town, 보건실)
- 2008.03.12 학교재건축 준공식
- 2008.09.18 중곡 English Edu-Town 개관
- 2008.10.01 수영장 중곡 스포렉스 개관
- 2013.03.01 제14대 전택수 교장 취임
- 2015.03.01 제15대 홍주희 교장 취임

## 참고 문헌
- 서울중곡초등학교 - 한국교육학술정보원 학교알리미

## 같이 보기
- 서울중곡초등학교 축구단